# Cancerkliniken
Cancerkliniken (ryska: Раковый корпус, Rakovyj korpus) är en halvt självbiografisk roman av den ryske författaren Aleksandr Solzjenitsyn publicerad 1967, och förbjuden i Sovjetunionen 1968.

## Handling
Romanen handlar om en liten grupp cancerpatienter på ett sjukhus i Uzbekiska SSR 1955, i det poststalinistiska Sovjetunionen. Boken behandlar dödlighet, hopp och politiska teorier. Kliniken är ett Sovjetunionen i mikroformat. Huvudfiguren Oleg Kostoglotov har skickats till sjukhuset från en gulag, liksom Solzjenitsyn själv. Byråkratin och maktens natur i det stalinistiska Sovjet symboliseras av patienten Pavel Nikolajevitj Rusanov. En stark romans uppstår mellan Vera Korniljevna Gangart, en ung kvinnlig doktor, och Oleg Kostoglotov.